# Congrès international des mathématiciens de 2022
Le Congrès international des mathématiciens de 2022 était le vingt-neuvième Congrès international des mathématiciens qui se tenir du 7 au 14 juillet 2022, non pas à Saint-Pétersbourg comme prévu initialement, mais entièrement en virtuel, en réaction à l'invasion de l'Ukraine par la Russie en 2022.

## Histoire
Avant la célébration du Congrès International des Mathématiciens de 2018 à Rio de Janeiro, et suivant les règlements de l'Union Mathématique Internationale, Paris et Saint-Pétersbourg ont été présentés comme invités possibles au Congrès 2022. La Société mathématique de France, en collaboration avec le CNRS et le président de la République française, Emmanuel Macron, a joué le rôle principal dans la proposition, bien que Saint-Pétersbourg soit finalement sorti comme lieu de l'événement,,.
A l'annonce du choix de Saint-Pétersbourg, en septembre 2018 plusieurs mathématiciens ont créé un site Web appelé ICM 2022 Boycott, dans lequel ils ont tenté d'organiser le boycott de l'organisation de l'ICM en Russie, protestant contre les atteintes aux droits de l'homme et les mauvais traitements envers la communauté LGTB en Russie,. Le 8 novembre 2018, Ami Radunskaya, présidente de l'Association internationale des femmes en mathématiques, a envoyé une lettre au comité d'organisation de l'ICM, leur demandant de reconsidérer leur choix de Saint-Pétersbourg, en Russie, un endroit dangereux pour les personnes LGBTQ.
Le 29 mars 2019, une lettre a été envoyée aux membres du comité exécutif de l'Union mathématique internationale leur demandant d'agir en faveur de deux étudiants en mathématiques, Azat Miftakhov et Pavlo Hryb, arrêtés en Russie pour des raisons politiques. Une réponse a été reçue du président de l'Union mathématique internationale, le professeur Carlos Kenig, disant que l'IMU est préoccupée par la liberté académique, que l'IMU est assez restrictive quant à sa propre implication dans toute question nationale particulière, et qu'ils comprendraient le message au Conseil international pour la science. Masha Vlasenko, l'auteur de l'e-mail, demande à nouveau l'aide de l'IMU.
Carlos Kenig, président de l'Union mathématique internationale, s'est défaussé sur le Conseil international des sciences. Le président de ce conseil, Daya Reddy, a répondu le 29 avril 2019 que par principe, il ne soutenait pas un tel boycott.
En janvier 2021, la condamnation par un tribunal de Moscou d'un mathématicien russe, Azat Miftakhov, à six années de prison pour « hooliganisme » à l'occasion d'une manifestation contre le régime de Vladimir Poutine, ravive la campagne de boycott du congrès.
Le 24 février 2022, le gouvernement Poutine a envahi l'Ukraine, un fait qui a entravé les quelques possibilités qu'avait la Russie d'organiser le Congrès (pandémie de COVID-19 en Russie). Des pays comme l'Espagne ont décidé d'annuler leur participation au Congrès et de rejeter leur organisation.
Le 26 février 2022, le comité exécutif de l'Union mathématique internationale a finalement renoncé à la tenue de ce congrès à Saint-Pétersbourg: il aura lieu « entièrement en virtuel ».

## Aspects scientifiques
Une vingtaine de mathématiciens donnent une conférence plénière, parmi lesquels: deux mathématiciennes françaises, Alice Guionnet, directrice de recherches à l'École normale supérieure de Lyon et Laure Saint-Raymond, professeure à l'ENS de Lyon, ainsi que Svetlana Jitomirskaya, mathématicienne américaine enseignant à l'université de Californie à Irvine, Camillo De Lellis, mathématicien italien enseignant à l'université de Zürich et Mladen Bestvina, mathématicien croate professeur à l'université de l'Utah. D'autres conférenciers sont invités à parler dans des sections spécialisées, comme Neena Gupta, professeur à l'Institut indien de statistiques de Calcutta, Michael Jeffrey Larsen, professeur à l'université de l'Indiana à Bloomington, et l'historienne britannique des mathématiques June Barrow-Green.

Lorsque Hugo Duminil-Copin a reçu la médaille Fields 2022 (avec Maryna Viazovska, June Huh et James Maynard), le président Emmanuel Macron a déclaré à Twitter:
Félicitations à Hugo Duminil-Copin qui reçoit le plus prestigieux prix en mathématiques : la médaille Fields ! Saluant ses travaux sur les probabilités et la physique statistique, cette distinction montre la vitalité et l'excellence de notre École française des mathématiques.
Un hommage spécial a été rendu à la jeune mathématicienne ukrainienne Yulia Zdanovska, tuée en mars 2022 lors d'un bombardement sur Kharkiv.

## Médaille Ladyzhenskaya
En tant que nouveauté à l'ICM 2022, il récompensera des personnalités exceptionnelles dans le domaine de la physique mathématique avec la médaille Ladyzhenskaya. Le prix est nommé en l'honneur de la mathématicienne russe Olga Ladyjenskaïa.
Svetlana Jitomirskaya a reçu la médaille.